# Возрождение (международный фонд)
Международный фонд «Возрождение» (укр. Міжнародний фонд «Відродження») — украинская благотворительная общественная организация. Является частью международной сети фондов «Открытое Общество». Основан и финансируется на средства бизнесмена Джорджа Сороса. В развитие демократии фонд вложил более 230 миллионов долларов США, на поддержку гражданских инициатив в 2018 году — более 253 миллионов гривен.
Фонд «Возрождение» занимается финансированием проектов в области образования, культуры, здравоохранения, а также в издательской, информационной и социальной сферах.

## История

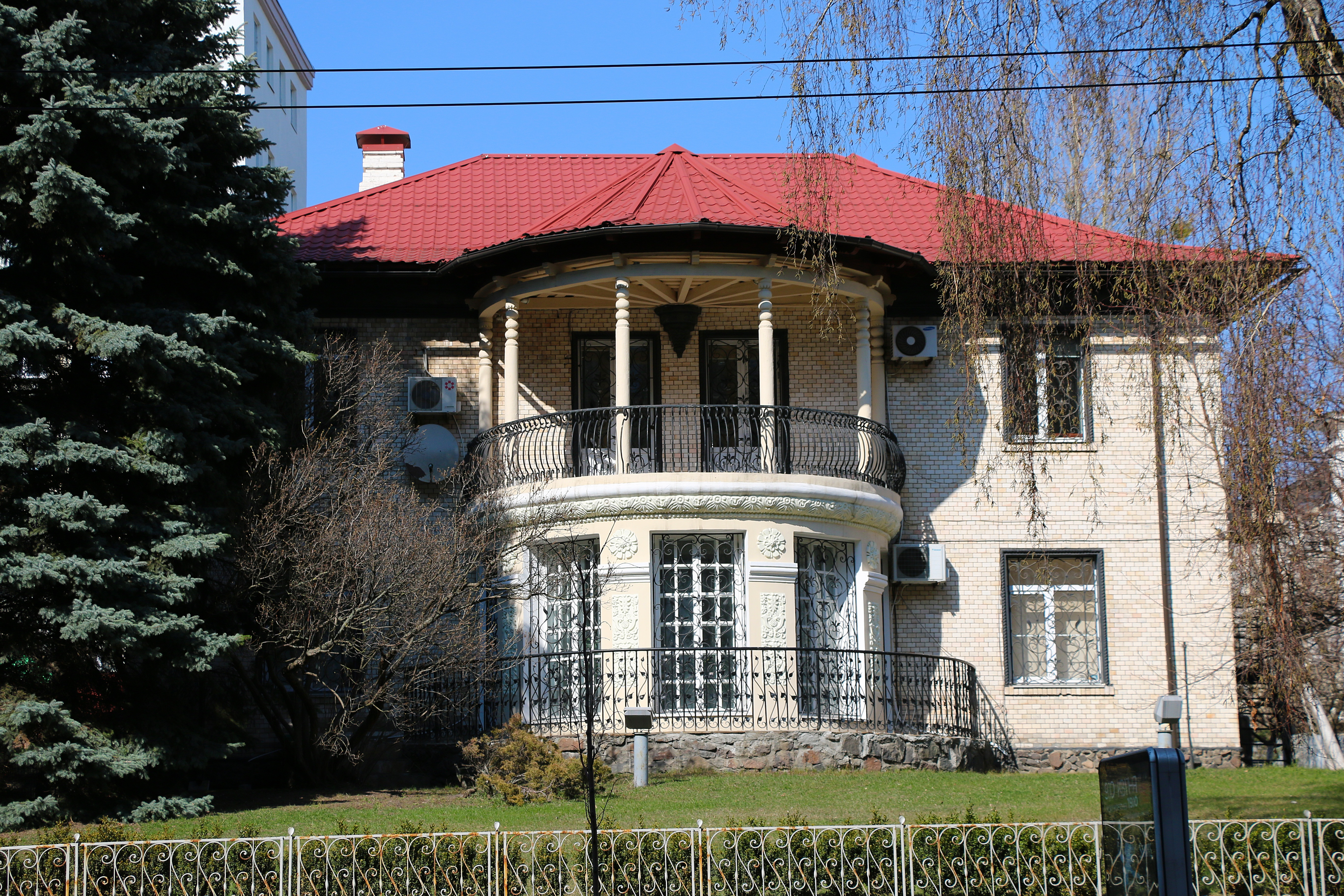
Главный офис в Киеве (2016 год)

Международный фонд «Возрождение» основан в 1990 году. Инициаторами создания фонда выступили — общество «Просвита», Украинский совет мира, экологическая ассоциация «Зелений світ» и американский бизнесмен Джордж Сорос, который стал финансировать программы и проекты фонда. Целью фонда является «становление открытого демократического общества». Главным офисом фонда стал Дом № 46 на улице Артёма (с 2016 года — улица Сечевых Стрельцов). В 1994 году Президент Украины Леонид Кравчук издал указ, в котором постановил органам государственной власти содействовать работе фонда.
В марте 2004 года руководство Ливадийского дворца и Таврического национального университета отказали Соросу и фонду «Возрождение» в предоставлении помещений для проведения круглого стола на тему «Толерантность и права человека: направления деятельности негосударственных организаций и доноров». Однако, по распоряжению Президента Украины Леонида Кучмы круглый стол в Ливадийском дворце в итоге состоялся. Сам Сорос обвинил в препятствовании деятельности фонда Главу Администрации президента Украины Виктора Медведчука.
Во время Евромайдана, 30 ноября 2013 года, руководители фонда «Возрождение» прекратили сотрудничество с украинской властью в знак протеста против разгона активистов Евромайдана.
В январе 2014 года фонд «Возрождение» принял решение сократить финансирование новосозданных неправительственных организаций, а сосредоточится на работе с теми организациями, с которым фонд сотрудничал ранее.
22 августа 2014 года Президент Украины Пётр Порошенко поблагодарил Джорджа Сороса за поддержку Украины и высоко оценил деятельность фонда «Возрождение» на Украине.

## Финансовые показатели
В 1994 году бюджет фонда составлял 12 млн долларов. С 1990 года по 2014 год фонд выдал гранты на сумму более 77 млн долларов. Для различных проектов на территории Крыма с 1990 года по 2004 год фонд «Возрождение» выделил около 5 млн долларов.
Выделение грантовых средств по отдельным годам:
- 2012 год — 63,4 млн грн[4]
- 2013 год — 50 млн грн
- 2014 год — 103 млн грн
- 2015 год — 200 млн грн
- 2016 год — 176 млн грн

## Проекты
Фонд выступал спонсором таких проектов как «Громадське радіо», Громадское телевидение, и Всеукраинский студенческий совет. В 2016 году фонд выразил разочарование по поводу фильма проекта «Следствие. Инфо» Громадского телевидения об офшорных счетах президента Петра Порошенко, отметив, что данная работа нарушает журналистские стандарты.

## Критика
В фильме «PR» 2002 года журналиста Чарльза Кловера утверждается, что фонд «Возрождение» являлся одним из спонсоров акций протеста «Украина без Кучмы».
Председатель фракции Партии регионов в Верховной раде Украины Александр Ефремов в 2011 году заявил, что по его информации Джордж Сорос выделяет средства на финансирование проекта на Украине по примеру арабской весны.
В январе 2017 года депутат Верховной рады Украины Анна Гопко призвала фонд «Возрождение» прекратить поддержку проектов бизнесмена Виктора Пинчука. Гопко выразила обеспокоенность тем фактом, что «фонд оказывает грантовую поддержку проектам людей, которые активно пропагандируют капитулянтские настроения и, по сути, продвигают интересы страны-агрессора [России]».
В расследовании издания The Washington Times изложены факты, свидетельствующие о том, что Международный фонд «Возрождение» совместно с Виктором Пинчуком пытаются выдвинуть музыканта Святослава Вакарчука на пост президента Украины.

## Руководители
Исполнительные директора
- Грузин Валерий (1990—1993)[28]
- Быстрицкий Евгений Константинович (1998—2017)[29]
- Сушко Александр Валерьевич (2018—н. в.)[30]

Генеральные директора
- Будзан Богдан Павлович (1993—1996)[31]

Председатели правления
- Немыря Григорий Михайлович (2001—2005)[32]
- Сушко Александр Валерьевич (2014)[33]
- Айвазовская Ольга Павловна (2018—н. в.)

## Награды
- Премия «Открытое общество 2015» (англ. The CEU Open Society Prize)[34]